# Óscar Bonfiglio
Óscar Bonfiglio Martínez (Sonora, 1905. október 5. – 1987. november 4.) egy részben olasz származású mexikói katona, labdarúgókapus és -edző volt. Részt vett az 1930-as labdarúgó-világbajnokságon, és ő kapta a világbajnokságok történetének első gólját (a franciáktól), de ő lett a vb-történelem első olyan kapusa is, aki tizenegyest hárított: az Argentína elleni csoportmeccsen Fernando Paternoster büntetőjét védte ki.
A Yori becenevű Bonfiglio az aktív labdarúgástól 1938-ban a América játékosaként vonult vissza, ezután a CD Guadalajara edzője lett. Az 1940-es években a jaliscói válogatottat, az 1950-es években a Puebla FC-t és az Irapuatót is irányította.
Fia Oscar Morelli művésznéven színész volt.